# Villegly
Villegly är en kommun i departementet Aude i regionen Occitanien  i södra Frankrike. Kommunen ligger  i kantonen Conques-sur-Orbiel som ligger i arrondissementet Carcassonne. År 2022 hade Villegly 1 227 invånare.

## Befolkningsutveckling
Antalet invånare i kommunen Villegly
Referens: INSEE